# 이소영 (1961년)
이소영(1961년 12월 2일 ~ )은 대한민국의 음악인이다.

## 학력
- 연세대학교 성악학과 학사 졸업

## 경력
- 국립오페라단 단장

## 사회적 논란

### 사기 행위
- 도니제티 음악원 교수, 서울대 오페라연구소 소장 등으로 자신의 경력을 알려왔으나 감사원의 조사결과 그 경력들이 허위임이 드러났다.[1][2]